# Dansknorska alfabetet
| Dansknorska alfabetet |
| --- |
| Förevisande av det dansknorska alfabetets tre sista bokstäver. - Betydelse – variant av latinska alfabetet för danska och norska - Bakgrund – nuvarande utseende sedan 1917 (norska), 1948 (danska) och 1955 (ordningen på norska) - Relaterat begrepp – svenska alfabetet |

Dansknorska alfabetet är en variant av det latinska alfabetet, och det används för danska och norska.
Det består av följande 29 bokstäver:
| Versaler ("stora bokstäver") |   |   |   |   |   |   |   |   |   |   |   |   |   |   |   |   |   |   |   |   |   |   |   |   |   |   |   |   |
| A                            | B | C | D | E | F | G | H | I | J | K | L | M | N | O | P | Q | R | S | T | U | V | W | X | Y | Z | Æ | Ø | Å |
| Gemener ("små bokstäver")    |   |   |   |   |   |   |   |   |   |   |   |   |   |   |   |   |   |   |   |   |   |   |   |   |   |   |   |   |
| a                            | b | c | d | e | f | g | h | i | j | k | l | m | n | o | p | q | r | s | t | u | v | w | x | y | z | æ | ø | å |

## Æ, Ø och Å
De tre sista bokstäverna i alfabetet är Æ, Ø och Å. Denna trio motsvarar det svenska alfabetets ÅÄÖ, fast i en något annorlunda ordning.
Bokstäverna Æ och Ø introducerades redan i det antika latinska alfabetet, även om användningen av åtminstone det sistnämnda var begränsat. De har brukats i dansk skrift sedan man på medeltiden övergick från runalfabetet till det latinska alfabetet.
Att Å till skillnad från i det svenska alfabetet kommer sist beror på att bokstaven började användas som ersättning för dubbeltecknat A (Aa respektive aa) i det norska alfabetet från år 1917, och i det danska alfabetet så sent som år 1948. Det fanns förslag om att i det norska alfabetet placera Å först (före A), men år 1955 fastställdes slutligen bokstavens plats: efter Ø.
Å som ersättare för AA i det danska språket diskuterades redan i slutet på 1700-talet; detta kan jämföras med i svenska språket där detta byte hade gjorts redan på 1400-talet. I Danmark är det dock fortfarande tillåtet att stava "Å" som "Aa" (eller "AA" i förkortningar), till exempel i ortnamn. En renässans för "aa" har börjat skönjas på grund av Internet; Århus kommun gick 2011 tillbaka till stavningen Aarhus.